# Cyrtodactylus zhaoermii
Cyrtodactylus zhaoermii es una especie de gecos de la familia Gekkonidae.

## Distribución geográfica yhábitat
Es endémica de los montanos del centro del Tíbet. Su rango altitudinal oscila alrededor de 3696 m s. n. m..